# Stępuchowo
Stępuchowo – wieś pałucka w Polsce, położona w województwie wielkopolskim, w powiecie wągrowieckim, w gminie Damasławek.
| SIMC    | Nazwa     | Rodzaj    |
| ------- | --------- | --------- |
| 1008966 | Modrzewie | część wsi |

W latach 1975–1998 wieś administracyjnie należała do województwa pilskiego.
W latach 1458–1523 Stępuchowo posiadało prawa miejskie.